# Rhyacotriton olympicus
Espèce
Synonymes
- Ranodon olympicus Gaige, 1917

Statut de conservation UICN

 VU B1ab(iii) : Vulnérable
Rhyacotriton olympicus est une espèce d'amphibiens de la famille des Rhyacotritonidae. Cette salamandre est appelée  en anglais Olympic torrent salamander littéralement «Salamandre de torrent Olympique».

## Répartition

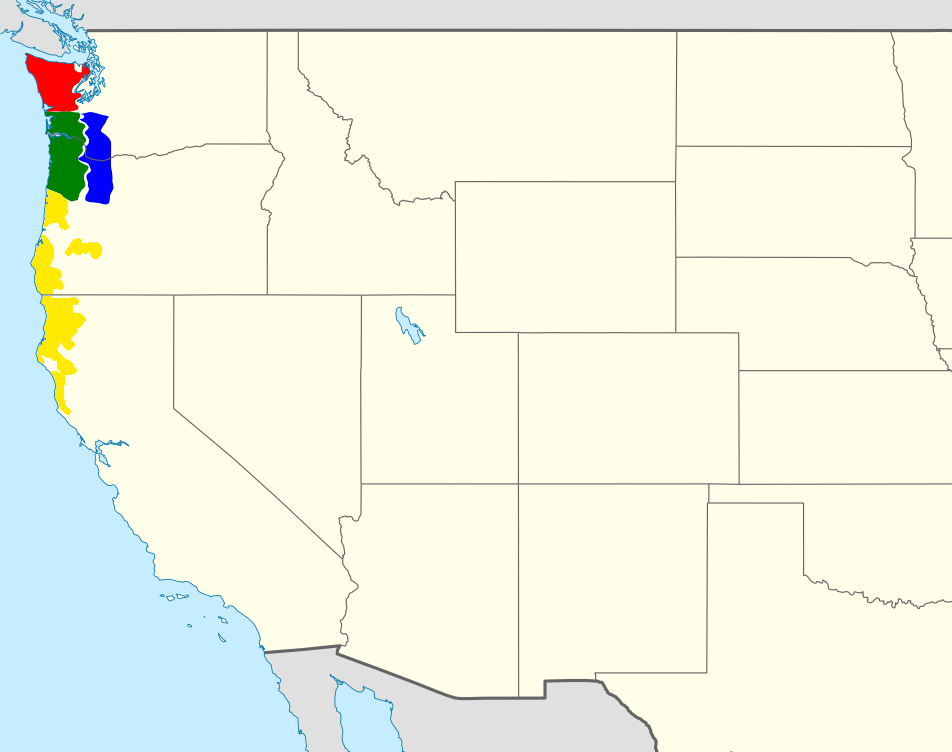
Distribution de Rhyacotriton olympicus en rouge

Cette espèce est endémique de l'État de Washington aux États-Unis. Elle se rencontre dans les comtés de Clallam, de Grays Harbor, de Jefferson, de Mason et de Thurston.
C'est une espèce vulnérable, elle est ainsi présente dans les torrents froids des montagnes Olympiques au sein du parc national Olympique.

## Description
Le mâle peut atteindre une taille de 10 cm.

## Étymologie
Cette espèce est nommée en référence au lieu de sa découverte, les montagnes Olympiques.

## Publication originale
- Gaige, 1917 : Description of a new salamander from Washington. Occasional Papers of the Museum of Zoology, University of Michigan, no 40, p. 1-3 (texte intégral).